# Glyptopetalum
Glyptopetalum es un género de plantas con flores  pertenecientes a la familia Celastraceae. Comprende 45 especies descritas y de estas, solo 33 aceptadas.

## Taxonomía
El género fue descrito por George Henry Kendrick Thwaites y publicado en Hooker's Journal of Botany and Kew Garden Miscellany 8: 267–268. 1856. La especie tipo es: Glyptopetalum zeylanicum Thwaites. 	

## Especies seleccionadas
- Glyptopetalum acuminatissimum
- Glyptopetalum acutorhombifolium
- Glyptopetalum angulatum
- Lista completa de especies